# Capella de Santa Maria dels Horts
La Capella de Santa Maria dels Horts és una església del municipi de Vilafranca del Penedès (Alt Penedès) protegida com a bé cultural d'interès local.. La seva fundació data probablement del segle x. El 1395 va ser dotada del benefici de Santa Apolònia i Santa Bàrbara. Havia tingut un altar a la Verge Maria, a Sant Benet, Santa Apolònia i Santa Bàrbara.

## Descripció
És una capella d'una sola nau amb absis de planta semicircular i coberta a dues vessants. El campanar és de doble arcada, els arcs de les quals ha desaparegut. El portal frontal és d'arc de mig punt adovellat, amb rosetó superior. A la part posterior, hi ha una finestra petita també d'arc de mig punt i amb esqueixada.